# Mahō Shōjo Tai Arusu
Mahō Shōjo Tai Arusu (japanisch 魔法少女隊アルス ‚Magische-Mädchen-Truppe Arusu‘), auch bekannt unter dem offiziellen englischen Titel Tweeny Witches, ist eine Anime-Fernsehserie, die von 2004 bis 2005 erstausgestrahlt wurde. Hierbei handelt es sich um die erste richtige Fernsehserie des Studio 4°C. Sie erzählt eine Magical Girl-Geschichte nach einer Idee von Keita Amemiya und handelt von einer Grundschülerin, deren Traum, magische Fähigkeiten zu besitzen, in Erfüllung geht.

## Handlung

### Ankunft in der Zauberwelt
Ellis (アルス Arusu, auch Aluce, gesprochen von Sachiko Kojima) geht in die fünfte Klasse einer japanischen Grundschule. Sie lebt allein mit ihrer Mutter, den Vater hat sie schon seit Jahren nicht mehr gesehen. Der Vater, der als Archäologe arbeitet, hat ihr vor seinem Verschwinden allerdings noch ein Buch mit Zaubersprüchen anvertraut und in ihr großes Interesse für Magie geweckt. Das lebhafte Mädchen wünscht sich, aus seinem langweiligen Leben auszubrechen und würde lieber in einer Welt voller Magie leben. Als die Elfjährige wieder einmal ihre Mitschüler ärgert, nehmen diese ihr Zauberbuch weg. Sie will es sich zurückholen und stürzt dabei, mit dem Buch, mehrere Stöcke vom Dach des Schulgebäudes hinunter. Während des Falls verschwindet Ellis und findet sich in einer magischen Welt wieder.
In der Zauberwelt, die sie zunächst für einen Traum hält, befindet sie sich im „Verbotenen Wald“ und trifft sogleich auf einen Kobold. Ellis ist im Reich der Hexen und die haben sich das Ziel gesetzt, alle hundert verschiedenen Kobolde zu fangen. Die Hexen nehmen Ellis und den Kobold, der letzte, der ihnen noch fehlt, gefangen. Die zehnjährige Eva (エバ eba, gesprochen von Ryō Hirohashi) ist fasziniert, dass Ellis ein Mensch ist, und befreit sie aus der Gefangenschaft. Eva lässt Ellis auf ihrem Besen reiten, etwas, das normalerweise nur Hexen können. In der Zauberwelt hat Ellis also magische Fähigkeiten. Auf dem Besen richtet Ellis Chaos an, indem sie die Kobolde befreit und somit den Zorn der Anführer der Hexen heraufbeschwört. Die ernste, zwölfjährige Sheila (シーラ shiira, gesprochen von Hōko Kuwashima), die eine der besten Hexen werden will und die für die magische Erziehung der jungen Hexen zuständig ist, und Eva werden für die Befreiung der Kobolde mitverantwortlich gemacht und mit einem Fluch belegt, der sie nicht erwachsen werden lässt, sofern die hundert Kobolde nicht wieder eingefangen sind.

### Mahō Shōjo Tai
Ellis magische Fähigkeiten werden schnell besser. Sie spricht davon, dass Magie dazu da ist, glücklich zu machen und dass jeder, egal ob Mensch oder Hexe, Zauber anwenden könne. Zauber könne Wunder bewirken. Sheila und Eva befreunden sich mit Ellis und suchen nach einem Weg, Ellis wieder in ihre Welt zurückzuschicken. Es gibt zwar einen Weg in die Menschenwelt, doch der ist äußerst gefährlich und schon viele haben es über ihn nicht an ihr Ziel geschafft. Normalerweise werden nur Hexen durch diesen Weg geschickt, die bei einer aufwändig gefeierten Zeremonie in einem bestimmten Alter noch keinen Zauber vorführen können. Ellis verliert ihr Zauberbuch, das sich als das „wahre“ Zauberbuch herausstellt. Sheila konzentriert sich auf das Einfangen der Kobolde, um den Fluch des Nicht-Erwachsenwerdens loszuwerden, doch Ellis steht ihr dabei im Weg, da sie der Meinung ist, es sei falsch, Kobolde einzusperren.
Die Hexen setzen alles daran, die entschwundenen Kobolde wieder einzufangen. Die Mazoku, die männlichen Einwohner der Zauberwelt, die generell ein schlechtes Verhältnis zu den weiblichen Hexen haben, machen ihnen Konkurrenz, indem sie ebenfalls Kobolde einfangen. Während die Hexen sich auf die traditionellen Werte der Magie und auf ihren Stolz besinnen, sind die Mazoku auf technologischen Fortschritt und Wissenschaft fixiert. Magie wenden sie nicht mehr an. Nur wenige männliche Bewohner der Zauberwelt sind noch mit Zauberei vertraut, sind jedoch eine Minderheit, die im Untergrund lebt. Ellis, Eva und Sheila gründen das Team Mahō Shōjo Tai, um die Kobolde vor den Mazoku zu beschützen.

### Kampf gegen den Weltuntergang
Sheila findet im Reich der Mazoku heraus, dass die Zauberwelt vor ihrem Untergang steht und die Zerstörung bald droht. Gleichzeitig erfährt sie von einem anderen Weg in die Menschenwelt. Die Mazoku unter Führung Grandes brauchen Ellis „wahres“ Zauberbuch, die hundert Kobolde und eine Hexe mit Fähigkeiten in Schwarzer Magie, um die Menschenwelt auszulöschen und an ihrer Stelle eine Ersatz-Zauberwelt zu schaffen, auf die sie vor dem Untergang der Zauberwelt flüchten könnten. Schwarze Magie gilt unter den Hexen als verpönt, als böse, nur die legendäre Magie des Lichtes könnte gegen sie antreten.
Sheila bringt Ellis auf ein Schiff, das zur Menschenwelt fährt, und plant, Eva später ebenfalls nachzuschicken, damit die beiden nicht gemeinsam mit der Zauberwelt dem Untergang geweiht sind. Ellis trifft auf dem Weg in die Menschenwelt auf ihren Halbbruder Renon (レノン, gesprochen von Yūki Tai), der sie, als sie vom Dach der Schule fiel, in die Zauberwelt gerufen hat. Renon ist der Sohn von Ellis Vater und Ateria (アテリア, gesprochen von Atsuko Tanaka), die zu den mächtigsten Hexen gehört. Renon und Ellis kehren in die Zauberwelt zurück. Ellis Vater ist in der Gefangenschaft der Mazoku, auch Ateria nehmen sie gefangen. Die Mazoku verlangen das Zauberbuch für die Freilassung von Ellis Vater. Dieser ist jedoch bereits geflüchtet und Ellis liefert das Buch für die Freilassung von Ateria aus. Die Mazoku halten ihr Versprechen jedoch nicht. Ellis Vater befreit Ateria und opfert sich schließlich für Ateria, damit sie flüchten könne.
Der Untergang der Zauberwelt kommt immer näher. Der Himmel hat bereits die Farbe der Zerstörung angenommen und das Reich der Mazoku löst sich langsam auf. Die Mazoku beginnen mit dem Praktizieren von Schwarzer Magie, da sie die hundert Kobolde, das Zauberbuch und eine Hexe haben. Als Hexe fungiert Eva, die sich durch eine List hat überreden lassen. Eva ist nicht wiederzuerkennen, sie greift mit der Schwarzen Magie selbst Sheila und Ellis an. Ellis fliegt auf dem Besen in die Menschenwelt zurück und holt von dort die süßen Nüsse, die Eva gerne isst. Ellis, von Magie des Lichtes umhüllt, gibt eine Nuss in Evas Mund und vertreibt somit die Finsternis aus ihrem Herzen. Die Dunkelheit weicht und der Himmel nimmt wieder seine gewohnte Farbe an. Ellis hat die Zauberwelt gerettet.
Eva und Sheila werden von ihrem Fluch, nicht erwachsen werden zu können, befreit und Ellis kehrt in die Menschenwelt zurück, wo alles noch so ist, wie sie sie verlassen hat. Ellis geht nach Hause zu ihrer Mutter vor und findet auch ihren Vater vor, von dem sie geglaubt hat, er sei in der Zauberwelt gestorben.

## Name
Der Name des Hauptcharakters アルス (Arusu) ist dem Namen アリス (Arisu) ähnlich, der die japanische Form des Vornamens Alice ist. Entsprechend kann ihr Name in lateinischen Buchstaben als „Aluce“ geschrieben werden.
Der Sender Animax hat in seiner englischen Sprachfassung den Hauptcharakter in Ellis umbenannt. Dieser Name gibt durch die Aussprache auf ähnliche Weise die Assoziation mit Alice wieder.

## Entstehung und Veröffentlichungen
Charakterdesigner und Animator Keita Amemiya, der unter anderem auch die ursprüngliche Geschichte zu Iria: Zeiram – The Animation erfand, hatte die Idee zu Mahō Shōjo Tai Arusu. Obwohl diese zunächst als Realfilm umgesetzt werden sollte, übernahm die Zeichentrickschmiede Studio 4°C die Umsetzung der Geschichte. Während Shinji Obara die Idee zu einem Drehbuch verarbeitete und Daisuke Nakayama für die Gestaltung der Figuren und des Settings zuständig war, übernahm Yoshiharu Ashino die Regie. Für die Synchronisation griff man zum nur selten verwendeten Actors Recording-Verfahren, bei dem die Synchronsprecher ihren Rollen bereits vor der Fertigstellung der dazugehörigen Animationen Leben einhauchen. Das Setting ist bewusst ungewöhnlich gestaltet, weil man sich damit von der traditionellen Setting-Gestaltung der meisten Fernseh-Animes wie etwa Fullmetal Alchemist distanzieren wollte.
Der öffentliche Fernsehsender NHK, der einen erheblichen Anteil an der Finanzierung hatte, war dafür, dass alle Episoden eine Laufzeit von je etwa neun Minuten haben sollten, damit sie so perfekt ins Sendeschema von NHK passen würden. Es entstanden vierzig Folgen. Die gesamte Realisierung der Fernsehserie dauerte rund zwei Jahre.
Im März 2003 kündigte man das Projekt auf der Tōkyō Kokusai Anime Fair an. Vom 9. April 2004 bis zum 4. März 2005 strahlte NHK die vierzig Episoden erstmals im japanischen Fernsehen aus. Auf dem Anime-Sender Animax lief die Serie daraufhin in weiten Teilen Asiens. Von Oktober 2004 bis April 2005 brachte man die Serie in Japan auf sieben DVDs heraus.

## Rezeption
In der AnimaniA lobte man die Serie 2005 durchwegs. Die Kürze der Episoden täte der Serie gut, weil sie so inhaltsvoller und spannungsgeladener sei. Das Setting sorge für wahre visuelle Highlights und der Soundtrack sei atmosphärisch gelungen. Mahō Shōjo Tai Arusu gehöre „unbestreitbar zur Crème de la Crème der japanischen Anime-TV-Unterhaltung.“

## Adaptionen
Von Mai 2004 bis Januar 2005 erschienen monatlich je zwei Seiten eines Mangas auf Basis der Anime-Serie im Manga-Magazin Ciao, das sich zu dieser Zeit je Ausgabe über eine Million Mal verkaufte. Der Manga wurde von Mai Shinna gezeichnet und stellt eine humorvollere Variante der Geschichte da.
Ebenfalls mehr eine Komödie wurde die als Arusu – The Adventure (アルス THE ADVENTURE) betitelte Fortsetzung des Animes, die im November 2007 in sechs Episoden als Original Video Animation auf drei DVDs erschien. Diese hätte bereits 2005 im Fernsehen ausgestrahlt werden sollen, dieser Plan wurde jedoch später verworfen.